# Ludolf Camphausen
Gottfried Ludolf Camphausen (né le 10 janvier 1803 à Hünshoven près d'Aix-la-Chapelle et décédé le 3 décembre 1890 à Cologne) est un banquier et homme politique rhénan.
Il est le meneur des libéraux modérés dans la province de Rhénanie du royaume de Prusse durant le Vormärz. Pendant la révolution de Mars, il devient ministre-président du gouvernement révolutionnaire prussien de mars à juillet 1848.
Issu d'une riche famille rhénane, il prospère dans le transport fluvial et dans la construction de chemins de fer. Très actif politiquement dans la ville de Cologne, il participe à la création du journal libéral Rheinische Zeitung en 1842. En 1847, il est envoyé au parlement uni prussien où il mène les débats et réclame un débat sur la constitution dans le royaume. Peu après le renvoi de celui-ci, la révolution éclate. Le roi se voit forcer de le porter au pouvoir face aux résistances de la région rhénane. Aux côtés de David Hansemann, il dirige le nouveau gouvernement libéral modéré. Il cherche sans cesse le compromis entre le pouvoir en place et les révolutionnaires. Ainsi, il ne fait pas convoquer directement l'assemblée nationale prussienne, mais le parlement uni prussien une nouvelle fois. Les démocrates, au premier rang desquels Benedikt Waldeck, refusent toutefois cette solution de compromis. Camphausen et Hansemann préparent ensuite une proposition de constitution qui essuie le refus du roi et du parlement. Après de nouvelles émeutes, Camphausen est contraint à la démission. Il devient alors plénipotentiaire pour le royaume de Prusse au parlement de Francfort. Après l'échec de la révolution, il siège à l'Union d'Erfurt. Après la dissolution de cette dernière, il se retire de la politique et retourne à ses affaires. Il entre toutefois en 1860 à la chambre des seigneurs de Prusse.
Archétype du bourgeois libéral modéré, Camphausen a été beaucoup critiqué par les historiens pour ne pas avoir soutenu la révolution qui l'a porté au pouvoir. Cette vision des choses ne fait toutefois pas l'unanimité.

## Origine et famille

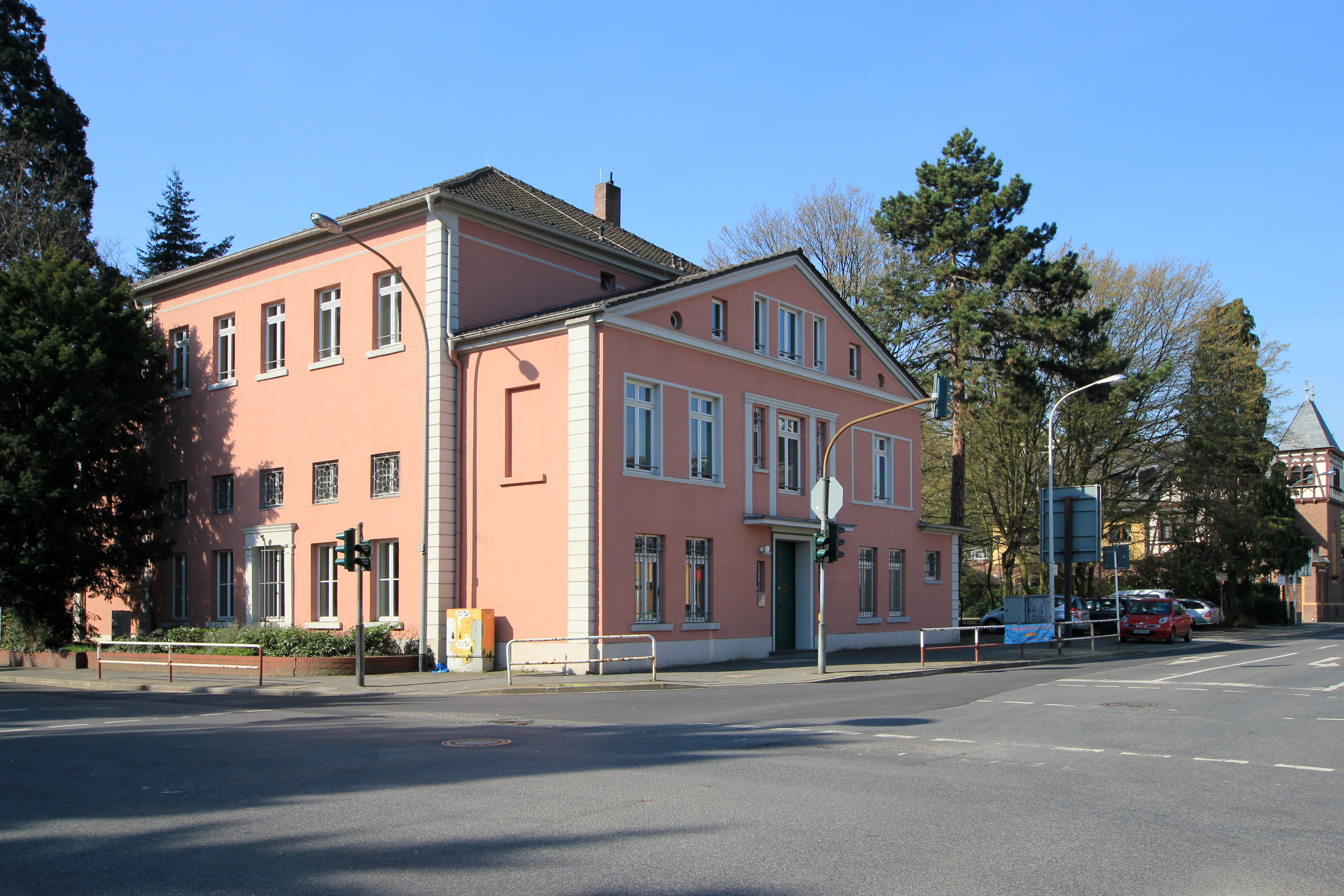
Résidence d'été de la famille sur la Kaiserstraße dans la ville de Brühl

La famille Camphausen est une famille d'entrepreneurs et de commerçants influente de la région rhénane depuis plusieurs générations. Gottfried Ludolf est le fils du négociant Gerhard Gottfried Camphausen qui est spécialisé dans le commerce de tabac et d'huile. Sa mère est Maria Wilhelmine, née Peuchen. Il a une famille nombreuse, parmi ses frères et sœurs on peut citer August qui est associé à Ludolf en affaire, ou Otto qui devient ministre des Finances de Prusse.
Il fréquente le Gymnasium de Weilbourg, puis l'école de commerce de Rheydt et de Berg. Par la suite, il fait un apprentissage à Düsseldorf, où il découvre et prend part à la ville culturelle locale. Sa formation commerciale en font une des rares personnes formées en cette période de décollage de l'entrepreneuriat. Plus tard, cela lui facilite le contact avec la bourgeoisie dite « éduquée », professeurs, médecins…, d'une part et la bourgeoisie dite « économique », entrepreneurs de tout genre, d'origines très diverses d'autre part.
Ludolf Camphausen se marie à Elise Lenssen. Originaire de Rheydt, elle est la fille d'un entrepreneur possédant une filature. Le mariage, qui dure soixante-dix ans, donne naissance à une fille qui se marie par la suite à un notaire originaire de Cologne, du nom de Nacken.

## Entrepreneur

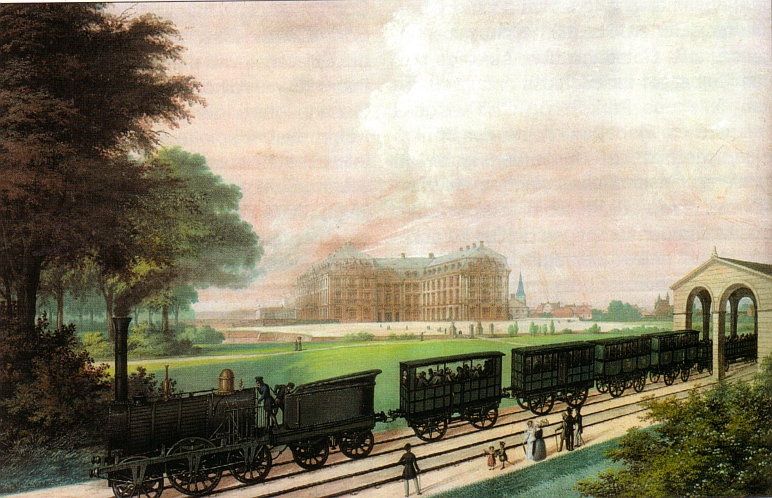
Camphausen organise le financement de la ligne de chemin de fer Bonn-Cologne, peinture de 1844

Avec son frère August, Ludolf reprend les affaires familiales après la mort de son père. La société de négoce et banque est par la suite renommée en ce sens A. u. L. Camphausen en 1826.
La même année, une filiale à Cologne est fondée. Avec le développement de celle-ci, Ludolf décide d'y déménager en 1831. Il devient cette année-là également membre de la chambre de commerce de la ville, qu'il préside de 1838 à 1848. À ce poste, il essaie d'influencer l'administration gouvernementale prussienne par l'envoi de lettres et de rapports. Avec Merkens (de), Deichmann (de) et Wittgenstein (de), il tente d'insuffler à Cologne une nouvelle impulsion économique et d'en faire la ville dominante dans la région rhénane, à la fois pour le commerce et pour les transports. À la différence d'autres hommes politiques libéraux de la région comme Gustav Mevissen, il est un franc partisan du libre échange. Dans les années 1840, cette question scinde un temps la chambre du commerce, le conseil municipal et les citoyens en deux camps distincts rassemblés autour de Mevissen et Camphausen. Ce dernier remporte finalement la bataille,,.
Alors qu'au début de l'industrialisation, la plupart des entrepreneurs allemands se concentrent sur un domaine en particulier, dans la région rhénane les entrepreneurs qui touchent à tout comme Camphausen sont relativement nombreux. La construction de voies de transport à une place particulière dans son portefeuille. Sur les eaux, l'introduction des péniches et des remorqueurs à vapeur constitue une petite révolution. Ainsi en 1841, il fonde la société rhénane de navigation de péniche à vapeur,. Avec la société concurrente de Mathias Stinnes, c'est une des principales sociétés de navigation sur le Rhin. Cependant c'est dans la construction de chemin de fer qu'il s'illustre le plus. Après son emménagement à Cologne, il commence à s'intéresser de près au sujet. Il lit ainsi beaucoup sur la technique et sur la législation, aussi bien anglaise, que belge ou américaine, concernant cette nouvelle technologie.
Il écrit en 1838 que le chemin de fer est un « levier central pour apporter le bien-être matériel ... Le progrès entre les routes traditionnelle et le chemin de fer est si grand, qu'un pays le possédant peut considérer avec raison qu'il est à un autre niveau culturel qu'un pays ne l'ayant pas, ». Jusqu'en 1837, il écrit au total 18 mémoires d'économie. Le plus célèbre concerne le Rhin de fer, c'est-à-dire la ligne entre Cologne et Anvers. Les meneurs de cette dynamique sont avec Camphausen, Hansemann et Mevissen. Camphausen est d'ailleurs le dernier à la rejoindre, un conflit entre les investisseurs de Cologne et un groupe d'Aix-la-Chapelle rassemblé autour de Hansemann ayant eu lieu au sujet du tracé de la ligne. Camphausen participe également activement à la construction de la ligne Cologne-Minden et Bonn-Cologne,.
Parmi ses autres activités, il participe à la fondation du Rheinische Zeitung premier du nom en 1842. Des membres de la bourgeoisie économique, comme Mevissen et Camphausen, financent cette parution pour établir un organe politique et économique progressiste conforme à leurs idées. Les journalistes sont cependant imprégnés intellectuellement par Karl Marx et leurs articles sont plus radicaux que ce que leurs actionnaires espéraient. Même s'il continue à soutenir financièrement le journal en doublant sa part au capital, Camphausen est très critique vis-à-vis de cette dérive radicale. Pour compenser, Mevissen et lui écrivent leurs propres articles dans le journal. Mais cela ne suffit pas à empêcher l'interdiction de la publication en 1843 par l'administration prussienne.
De plus, au travers de sa banque Camphausen investit également dans l'industrie et les mines de la région de Westphalie et du Rhin. Avec la A. Schaaffhausen'scher Bankverein, elle fonde la première société minière privée de la région. Dans le domaine du chemin de fer, dans les mines et dans les grandes industries, la structure de société par actions s'avère être particulièrement efficace pour le développement du capital. Camphausen demande ainsi en 1839, d'avoir le droit de transformer sa banque en SA. L'administration prussienne refuse énergiquement pendant de nombreuses années,.
Toutes ces activités lui permettent, tout comme son frère, de disposer d'un revenu annuel d'environ 24 000 thalers. Ils font en conséquence partie de la classe des plus riches de Cologne, qui regroupe environ 2 % de la population de la ville.

## Homme politique lors du Vormärz

### Libéralisme rhénan
À côté de son métier d'entrepreneur, Camphausen se consacre très tôt à la politique. Sur le plan communal, il propose afin de financer la ville la mise en place un crédit communal à amortissement progressif. Il est à partir de 1831 membre du conseil municipal. Le fait qu'il ne dispose alors de la citoyenneté de la ville que depuis un an, en fait un franc succès politique. Il fait partie du conseil, à quelques interruptions près, jusqu'en 1848 et l'éclatement de la révolution.
À partir des années 1830, la région rhénane voit se développer le libéralisme, mouvement politique soutenu par les entrepreneurs et les riches bourgeois. Au début des années 1840, l'accession au trône prussien de Frédéric-Guillaume IV fait naître un espoir de réformes. Le groupe de discussion informel, dit Montagskränzchen, auquel participe activement Camphausen commence alors à accueillir toujours plus de membres.
Les meneurs du mouvement libéral dans la région sont, à côté de Camphausen, Mevissen, Hansemann et Hermann von Beckerath. En l'absence de parti politique, Camphausen et Hansemann utilisent la chambre de commerce de Cologne comme plate-forme politique. À la différence du libéralisme sud-allemand, le rhénan est moins théorique et plus intéressé par l'accès au pouvoir. Même si tous ses membres ne sont pas adeptes du libre échange économique comme l'avait défendu Adam Smith, les questions économiques occupent une place importante dans ces groupes.
Ils attaquent ainsi avec vigueur le dirigisme économique des administrateurs de la région. Alors que leurs homologues du sud rêvent d'une société sans classe basée sur des fondements pré-industriels et vivant de manière uniforme, l'expérience du terrain permet aux libéraux rhénan, de savoir que l'industrialisation et de profonds changements sociaux sont en cours. Les libéraux du sud craignent également pour la plupart la domination sans partage de l'argent et sont prêts à défendre l'organisation pré-industrielle basée sur l'artisanat. Camphausen considère que la déchéance du travail manuel au profit de l'industrie est inévitable. Il pense que l'appauvrissement de l'ancienne société est pénible, mais nécessaire.
Au sujet de l'influence politique des classes les plus pauvres, différentes opinions s'opposent au sein du mouvement. Mevissen est plutôt favorable à une politique sociale et par conséquent veut donner les mêmes droits politiques à tous, Camphausen au contraire défend un droit politique plus limité pour les couches sociales les plus défavorisées. En 1844, il déclare : « les intellectuels démocrates vont essayer de mettre dans la tête de la classe ouvrière qu'ils ont les mêmes droits et la même situation que nous, ». La forte influence des démocrates et des socialistes force Camphausen à se retirer de la création d'une antenne locale de l'association centrale pour le bien-être de la classe ouvrière,. Les libéraux rhénans décident donc pour protéger leurs intérêts de promouvoir le suffrage censitaire, tout en luttant simultanément contre les restes de féodalisme et les privilèges des nobles. En outre, leur plaidoyer pour un parlement fort doit être compris comme une déclaration contre le système monarchique de l'époque,.

### Débat constitutionnel durant le Vormärz
En 1843, Camphausen est élu au sein du parlement provincial de Rhénanie. Il est décidé à faire progresser la liberté de presse dans la région. La création de cette chambre régionale permet également aux libéraux de se rassembler et de mieux se coordonner, notamment sous l'impulsion de ses meneurs dont fait partie Camphausen. Mevissen note : « À la tête du parti libéral au parlement régional se trouve depuis 1843, celui qui se distingue par son esprit vif, sa sagesse et sa clarté de vue : Ludolf Camphausen de Cologne,
 ».
Lors de l'assemblée de 1845, il rappelle les termes du rapport final du congrès de Vienne à propos de la « formation d'une représentation du peuple, dans le sens du décret royal du 22 mai 1815 ». Il critique par la même occasion le régiment de fonctionnaire prussien. Cela conduit à un débat acharné au sein du parlement régional. Dans ce cadre, à peu près toutes les personnes proches des libéraux dans la région montent aux créneaux, quand le président de la première chambre von Bianco, propose de laisser la décision de l'adoption d'une constitution au seul roi. De nombreuses villes rhénanes soutiennent ce refus au moyen de pétitions.
Camphausen, déclare que les ordres ont montré un comportement plus parlementaire que lors des précédentes assemblées et qu'ils doivent dénoncer les dysfonctionnements de l'État. Par cette déclaration, il est dans la lignée d'autres discours similaires, comme celui de Georg von Vincke dans la province de Westphalie.

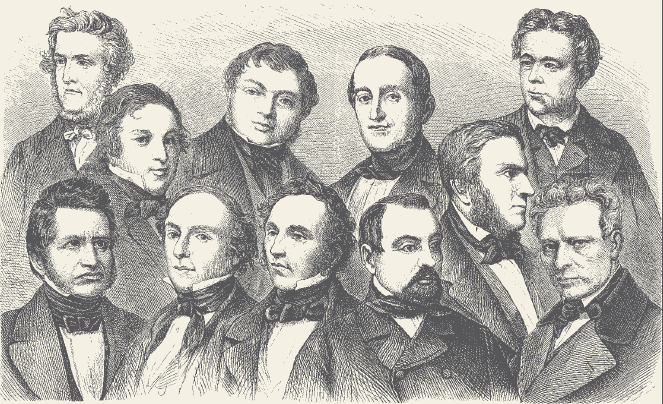
Députés du parlement uni prussien, de l'assemblée nationale et prussienne

En 1847, le roi Frédéric-Guillaume IV est forcé par la loi des finances de 1820  de convoquer des états généraux afin de pouvoir contracter des dettes.
Il a en effet besoin de financement afin de construire une nouvelle ligne de chemin de fer entre Berlin et Königsberg. Mais au lieu de convoquer un véritable parlement, seul des délégations des différents parlements régionaux sont réunies sous le nom de parlement uni prussien.
Après avoir pris connaissance de ces plans, Camphausen critique les méthodes du monarque dans une lettre à son frère datée du 3 mars 1847. Cela montre que dès le départ, les libéraux de la région rhénane sont prêts à utiliser cette occasion pour passer à l'offensive au sujet de l'établissement d'une constitution pour le royaume de Prusse. Pour lui cette convocation doit « nécessairement conduire à un débat sur la question constitutionnelle, si les angles d'attaque ne se présentent, l'opposition doit les créer. La reconnaissance des droits et des devoirs dans l'État, même si cela implique dévotion et intrépidité, ne peut être gagner que par un combat, que la presse doit déclencher, ».
Camphausen est choisi de manière démocratique par le parlement provincial rhénan pour le représenter au parlement uni. Il y fait partie des meneurs de l'opposition libérale et constitutionnelle aux côtés de von Beckerath, Hansemann, August von der Heydt, Mevissen, Maximilian von Schwerin-Putzar et von Vincke.Dès le début des séances, il réclame la mise en place d'un parlement permanent pour discuter des lois en Prusse. Il plaide également pour le rassemblement périodique d'une telle assemblée. Afin d'imposer leurs vues, les libéraux modérés préparent une pétition signée par 139 membres du parlement uni. Camphausen soutient également Beckerath, quand celui-ci propose de révoquer la loi liant l'éligibilité à certaines confessions.
De plus, Camphausen se montre en général prêt au compromis. Ainsi, le 25 juin 1847, il parle dans le sens de la fraction de la noblesse au parlement sur la question constitutionnelle afin de trouver un accord avec celle-ci. Le fait que malgré les critiques, il refuse d'agrandir le fossé séparant les libéraux de la couronne en est un autre signe de cette modération. En effet, lorsque le roi montre son refus de se plier aux revendications pour la mise en place d'une constitution, Camphausen ne rejoint pas les 138 députés réunis autour de Hansemann qui réaffirment leurs objectifs, mais au contraire demande de respecter la décision royale et de continuer à faire des pétitions.
Finalement, le parlement uni n'est pas reconduit périodiquement, afin de le remplacer un comité est réuni. Alors que Hansemann et quelques autres refusent d'y prendre part, Camphausen s'exprime pour la participation à cette commission tout en considérant qu'elle ne remplace en aucun cas le parlement.
Par ces déclarations, il est clair que l'opposition libérale ne renonce pas à ses revendications constitutionnalistes. Le comité est finalement réuni fin 1847, pour discuter d'un nouveau code pénal. Les libéraux rhénans décident majoritairement de le boycotter, car il voit là un danger pour les particularités judiciaires existantes dans la région rhénane. En effet, la région avait été annexée par Napoléon, le droit français s'y était imposé, après la libération par les troupes allemandes les codes judiciaires français plus libéraux étaient restés en application. Camphausen s'attire les foudres des autres libéraux, quand il confirme sa participation au comité, pour représenter les positions libérales d'après ses dires.
Il veille au sein du comité pour que la question constitutionnelle reste à l'ordre du jour. Il remet en question la légitimité de cet organe et reproche au gouvernement, de ne pas avoir su saisir la main qui leur était tendue par les représentants des différents ordres lorsque le parlement uni siégeait. Les libéraux s'affirment donc à la veille de la révolution de mars en Prusse. Toutefois, modérés, ils veulent absolument éviter un renversement du pouvoir par une révolution,.

## Révolution de mars

### Tentative de limitation de la révolution

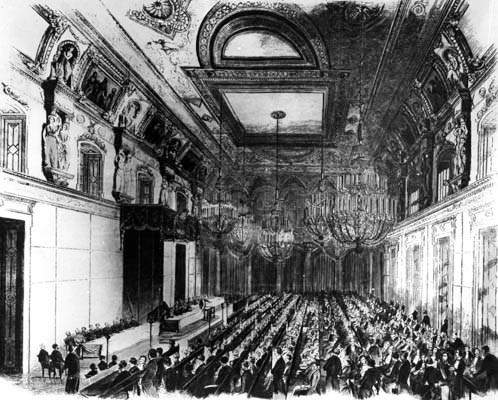
Ouverture du second parlement uni en 1848

La révolution de 1848 éclate en février à Paris et effraie les libéraux allemands. Camphausen écrit le 1er mars, que les événements en France plombent les libéraux. Certains de ces derniers veulent l'utiliser comme moyen de pression afin de forcer les gouvernements allemands à réformer. Camphausen s'oppose fermement à cette idée. La participation de Hansemann à l'assemblée d'Heidelberg, qui prépare le chemin pour le parlement de Francfort, est critiquée par Camphausen. Il avait lui-même déjà refusé en octobre 1847 l'invitation à la réunion d'Heppenheim que lui avait envoyée Hansemann
.
Il tente au contraire de trouver un accord entre opposition bourgeoise et la noblesse pour organiser un congrès des princes allemands afin de réformer la confédération germanique. Il veut ainsi éviter la convocation d'un parlement révolutionnaire pour réformer l'institution. Dans les deux cas, les libéraux veulent doter la confédération d'une représentation populaire. Le pré-parlement doit selon Camphausen être remplacé par une assemblée légitime. Il déclare que : « ce qu'ont décidé les participants à l'assemblée d'Heidelberg, avec parmi eux Hansemann, n'est pas grand chose de moins que la mise en place d'une république allemande : je veux m'adresser à la raison si cela est possible, et en attendant tout du moins participer, ». Dans la province de Rhénanie, Camphausen essaie de convaincre l'opposition de coller à sa ligne extrêmement modérée. Il réussit ainsi à influencer les pétitions écrites par le conseil municipal de Cologne en son sens. Au cours d'une réunion des dirigeants libéraux rhénans à Bonn, il arrive, après d'âpres discussion avec Hansemann et Mevissen, à imposer ses vues. Les décisions prises à cette réunion restent cependant lettre morte, la situation évoluant rapidement à Berlin avec dès le 6 mars le début de la révolution.

### Formation du gouvernement Camphausen-Hansemann
Dans la plupart des États allemands, les monarques espèrent pouvoir freiner le mouvement révolutionnaire en nommant des gouvernements d'opposition modérés. On les appelle les gouvernements de Mars. La première tentative en Prusse est cependant un échec, parce que ce gouvernement est composé avant tout de fonctionnaires. Peu après le début de la révolution, le roi a en effet nommé le comte von Arnim-Boitzenburg au poste de ministre-président. Ce cabinet est très critiqué dans la province de Rhénanie et un gouvernement « populaire » est exigé. À tel point que des rumeurs séparatistes courent. Le président du district de Cologne, Karl Otto von Raumer, explique que seul un cabinet dans lequel Camphausen et si possible Hansemann sont présents peut être accepté dans la province. Le roi pense donc au départ intégrer le premier dans le cabinet Arnim-Boitzenburg. Mais Camphausen refuse. Frédéric-Guillaume IV se voit forcé de former un nouveau gouvernement le 29 mars 1848 dirigé par Camphausen. Hansemann est nommé ministre des finances, puis du commerce un peu plus tard. Il joue un rôle majeur au sein du nouveau cabinet. On parle en conséquence en général du cabinet Camphausen-Hansemann. Camphausen est le premier bourgeois à occuper ce poste. Le roi en nommant un meneur de l'opposition du Vormärz montre qu'il reconnaît la révolution. Par ailleurs leur nomination permet de rétablir la solvabilité de l'État prussien, qui avait été mis à mal par la révolution,.
Le nouveau gouvernement est composé de grands bourgeois libéraux modérés et de nobles. Le ministre de l'Intérieur est Alfred von Auerswald, celui des Affaires étrangères, le baron von Arnim, celui de la guerre est pour quelques jours le général von Reyher avant d'être remplacé par le général-comte von Kanitz. Enfin le ministre de la Justice est Friedrich Wilhelm Ludwig Bornemann (de). Le nouveau cabinet est dans la continuité des précédents : seuls Camphausen, Hansemann et Kanitz sont nouveaux, tous les autres ministres restent en poste, ou viennent comme Bornemann directement des cabinets ministériels. Le gouvernement a pour mission de tout mettre en œuvre pour sauver l'État. Une tâche importante est de tenir la promesse royale de donner une constitution au royaume. Pour ce faire, le parlement uni prussien est rappelé. Cette décision démontre la volonté du gouvernement de rester dans la continuité avec la période pré-révolutionnaire, il aurait pu en effet tout de suite convoquer une assemblée nationale,.
L'objectif est à la fois de saluer la révolution, tout en y mettant fin. Camphausen explique plus tard, que le « gouvernement était composé de telle manière, que l'État puisse passer le fossé entre l'ancien et le nouveau système sans danger », c'était un « gouvernement de transition, de médiation, ».

### Politique gouvernementale

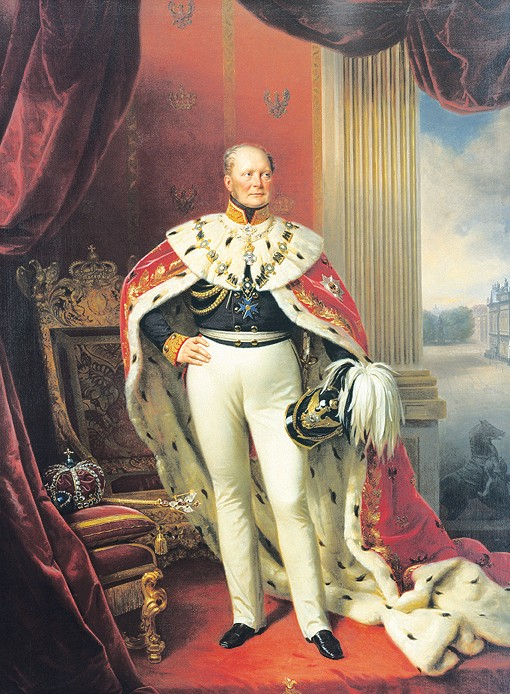
Frédéric-Guillaume IV

La nouvelle politique gouvernementale est faite de réformes modérées, d'un refus du radicalisme des démocrates et d'une tentative de conciliation avec les nobles et la couronne. L'action de Camphausen est entièrement dirigée vers la Prusse, la dissolution dans un État-nation allemand n'est pas dans ses projets. Son gouvernement est néanmoins le premier en Prusse à montrer de l'indépendance vis-à-vis du monarque, il rentre par exemple plusieurs fois en conflit avec ce dernier à propos de son attachement anachronique à son droit divin. Des différents apparaissent également dans le domaine militaire. 
Camphausen fait interdire un défilé de la milice citoyenne planifié par le roi en personne, sous prétexte que les ministres de tutelle ne se sont pas fait inviter. Frédéric-Guillaume IV montre  cependant de la réticence à chaque fois qu'on cherche à limiter son pouvoir dans le domaine militaire.
Il impose ainsi le général von Kanitz au poste de ministre de la guerre contre le souhait de Camphausen,.
La bureaucratie d'État, se sentant toujours liée à l'ancien système, rend également le travail du nouveau gouvernement compliqué. Hansemann essaie de remplacer quelques têtes à des positions administratives clé, mais la résistance des très hauts fonctionnaires l'empêchent d'arriver à ses fins.
Camphausen apporte peu son soutien à cette tentative, parce qu'il ne veut pas envenimer la situation avec le roi,,. La nomination de Temme, lié à Hansemann, au poste d'avocat en droit civil à Berlin alors qu'il en avait été banni pendant le Vormärz à cause de ses activités politiques est à considérer comme une exception. Un autre signe d'indépendance du gouvernement est le déménagement du gouvernement depuis le château de Berlin vers le n° 74 de la Wilhelmstraße. Une réforme importante est celle du 3 avril 1848, qui cherche à régler de manière définitive les relations entre droit de gouverner un domaine et le fait de posséder le sol d'une exploitation. Un nouveau ministère est créé pour s'occuper de la réforme : celui du commerce, de l'industrie et des relations publiques. La réforme est achevée début 1849 avec la fin du droit féodal sur les domaines. Cette loi d'avril prévoit également la protection de certains droits fondamentaux, comme celui de réunion ou la liberté de la presse. Sur ces thèmes, elle n'est cependant qu'assez partielle et limite ces droits à certaines circonstances. Une réforme de la justice et de l'administration initialement prévue échoue face aux obstructions de la bureaucratie. La réintroduction du droit rhénan est une exception. En effet le code civil est réhabilité dans la région rhénane, dans le reste de la Prusse l’Allgemeine Landrecht reste en vigueur. Une réforme de l'armée proposée par Hansemann reste à l'état embryonnaire, le roi et Camphausen s'y opposant,,,.
Toujours en avril, le gouvernement commence à travailler à un projet de constitution. L'objectif est de trouver un compromis entre le monarque, le gouvernement et l'assemblée nationale. Camphausen veut prendre en compte : « Ce que le présent a apporté tout comme ce qui est resté du passé ». Le roi exige qu'on garde des éléments issus de l'ancien régime, ce que le gouvernement n'applique pas ou très peu. L'ébauche, rédigée principalement par Hansemann et d'inspiration libérale, fait de la Prusse une monarchie constitutionnelle. Le roi ne se laisse toutefois que difficilement convaincre. Camphausen parvient finalement à imposer ses vues grâce à l'argument selon lequel : « le climat de violence actuel ne permet pas de laisser traîner indéfiniment un projet de constitution demandé par le peuple, ».

### Conflit avec l'assemblée nationale et chute
Camphausen est mis sous pression non seulement par les représentants de l'ancien régime, mais également par les hommes politiques de gauche. Sa décision de convoquer de nouveau le parlement uni au lieu de former directement une assemblée nationale est critiquée. Finalement, le parlement uni, après s'être reformé, force le gouvernement à la création d'une assemblée nationale. Camphausen préfère alors se faire l'avocat d'une droit de vote étendu et libre, à contrepied de ses convictions personnelles, afin de contenter les classes populaires et d'éviter une nouvelle révolution.
Une partie des libéraux radicaux et des démocrates considère sa politique de compromis et sa tentative de s'appuyer sur le droit existant de manière très critique. Camphausen s'en attire particulièrement les foudres, quand il décide d'aider le retour d'exil du prince Guillaume, qui est pourtant un opposant de la révolution déclaré.
Cette décision entraîne des manifestations à Berlin, montrant ainsi que le gouvernement a perdu déjà beaucoup d'appuis dans la capitale. La province finit même par montrer également son mécontentement.
Le chancelier, alors plus que jamais affaibli, réussit à faire évoluer quelque peu les vues du prince en faveur de la nouvelle situation politique. Cette décision conduit également les libéraux rhénans à se diviser en deux groupes : les partisans de Camphausen d'un côté, ceux de Mevissen de l'autre. Les apparences de l'unité sont toutefois préservées pour l'extérieur,.
Le suffrage universel donne une grande force politique aux forces de gauche à l'assemblée nationale. Les libéraux partisans de la monarchie constitutionnelle formant l'aile droite du parlement.

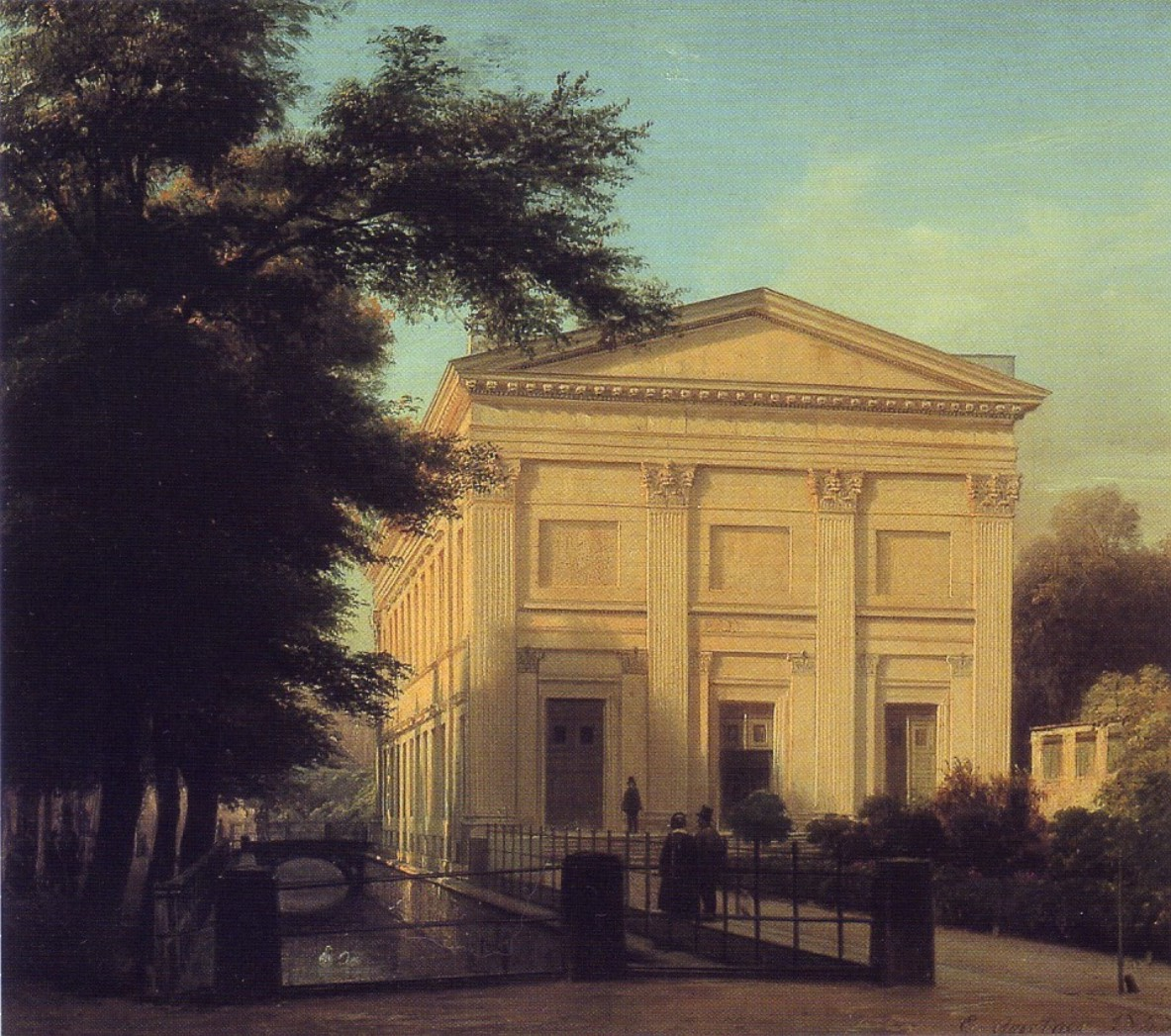
Académie de chant de Berlin, siège de l'assemblée nationale prussienne de 1848, peinture de Eduard Gärtner de 1843

Camphausen essaie de faire perdre son caractère révolutionnaire à l'assemblée en la présentant avec son gouvernement comme dans la continuité du Vormärz. Il pense ainsi faire diminuer la défiance de l'ancienne élite. Il reste sur sa ligne directrice avec une politique de consensus élaborée lors du Vormärz, et ne met pas en place la souveraineté du peuple prônée par les démocrates. La majorité de gauche l'empêche cependant de mener une telle politique. Le concept de compromis est remis en cause le 8 juin 1848 par le radical Julius Berends lors d'un passage à la tribune. Il revendique également une reconnaissance formelle de la révolution. Il demande à l'assemblée nationale : « en reconnaissance de la révolution de déclarer que les combattants du 18 et 19 mars ont bien mérité de la patrie,. ». Ce faisant, il est clair que l'assemblée nationale ne se considère pas comme l'héritière du Vormärz, mais bien comme celle de la révolution. Grâce au soutien des libéraux modérés et de la droite, le gouvernement parvient à surmonter cette épreuve.
La constitution suscite une seconde source de conflit. L'ébauche publiée par le gouvernement le 22 mai 1848 est rejetée à la fois par les démocrates et par la majorité des libéraux. En effet, le projet de constitution garantit certes les droits fondamentaux du citoyen, mais ne limite en rien le pouvoir du roi et garantit de plus certains privilèges. Le 15 juin 1848, le parlement vote favorablement à la motion du député Waldeck. Elle confirme le droit du parlement à retravailler l'ébauche de constitution, voire à en écrire une nouvelle. Cette seconde option est suivie et aboutit à l'écriture de la charte Waldeck. Le gouvernement a ainsi abandonné une de ses compétences centrales pour réorganiser le royaume au profit du parlement. Ce vote est également compris comme une perte de la confiance parlementaire pour le gouvernement. Le journal Berliner Nationalzeitung, étiqueté libéral de gauche, se demande « Comment est-il possible que le gouvernement puisse croire être encore en mesure de gouverner après un tel vote sanction, ».
L'assaut de l'arsenal de Berlin le 14 juin 1848 accroît encore la défiance de la part de la gauche. Elle refuse de donner l'assaut par l'armée comme le propose Camphausen, ne voulant pas se mettre sous la tutelle d'une institution issue du Vormärz. Le chancelier et le roi y voient une attaque contre l'autorité royale, ce qui conduit à la fin du gouvernement Camphausen. Ce dernier démissionne le 20 juin 1848, alors que l'assemblée nationale, malgré toutes les critiques, ne réclame pas son départ. Temme écrit plus tard à ce propos : « Y a-t-il eu depuis un honnête cabinet en Prusse? Si honnête surement pas,,,! ». Camphausen déclare que les objectifs de sa gouvernance sont atteints, que le gouvernement de transition doit maintenant se transformer en gouvernement de l'exécution.
Son successeur au poste de ministre-président est un libéral membre de la petite noblesse,  Rudolf von Auerswald.

### Diplomate à Francfort
Heinrich von Gagern tente, après la démission de Camphausen, de faire accéder ce dernier à un poste au sein du pouvoir central provisoire, l'exécutif attaché au Parlement de Francfort. Il s'agit peut-être du poste de ministre des Affaires étrangères, ou comme d'autres historiens le supposent, pour le poste de président,. Mais Camphausen refuse, car il craint d'être « usé et abusé » à Francfort. La tendance de l'assemblée nationale de Francfort à vouloir gouverner elle-même, le conduit à refuser, même si le nouveau ministre-président prussien et le roi en personne le pressent d'accepter le poste, afin de renforcer l'influence prussienne à Francfort.
Finalement, Camphausen se rend à Francfort en tant que  plénipotentiaire. Cela lui permet de participer aux discussions concernant la constitution dans l'ombre et de répandre ses idées libérales modérées grâce à son influence. Comme à Berlin, il est opposé au mouvement démocrate, et prend position pour la solution petite-allemande, favorable à la Prusse, dans la question de l'unification de l'Allemagne.
« Seule la Prusse peut créer l'unité en Allemagne ; Aucun autre État n'a ni la même solidité, ni la même force et nécessité de l'unité que nous. 
Ce sera inévitablement à nous, d'avoir le dernier mot, ».
Camphausen est opposé à la constitution de Francfort, sans avoir pourtant reçu de consignes du roi. Il pense toutefois que ce dernier va accepter la couronne impériale. La constitution est finalement votée le 27 mars 1849. Camphausen perd alors beaucoup d'influence auprès du gouvernement et du roi. Le 3 avril, alors que la délégation partie proposer la couronne impériale au roi de Prusse se voit infliger un refus, Camphausen publie une dépêche où il explique comment résoudre au profit de la Prusse le conflit inévitable qui se profile contre l'assemblée nationale. En premier lieu, il pense qu'il faut organiser de nouvelle élection impériale par les gouvernements allemands et chercher à trouver un accord à propos de la constitution en prenant en compte les exigences formulées par les différents États allemands. Ces revendications n'ont certes qu'une faible chance d'obtenir une majorité au parlement de Francfort, mais elles sont considérées comme acceptables par certains libéraux modérés particulièrement influents au sein du parlement, comme le président de la commission pour l'écriture de la constitution, Bassermann, et par certains gouvernements allemands.
Le 28 avril, la décision prussienne de refuser la couronne impériale est officialisée devant le parlement par la bouche de Camphausen. Il réclame des changements précis dans la constitution qui sont à l'évidence au-delà des capacités de compromis du parlement, déjà fortement divisé entre démocrates et libéraux. Avec le départ du parlement des conservateurs et des libéraux, le Parlement de Francfort devient fortement orienté à gauche. Il rejette la proposition prussienne le 4 mai 1849 par 190 voix contre 188 et demande officiellement à la population de ne pas prendre les armes pour faire reconnaître et appliquer la constitution votée. Son échec étant prévisible, Camphausen a démissionné déjà quelques jours avant le vote.

## Après la Révolution

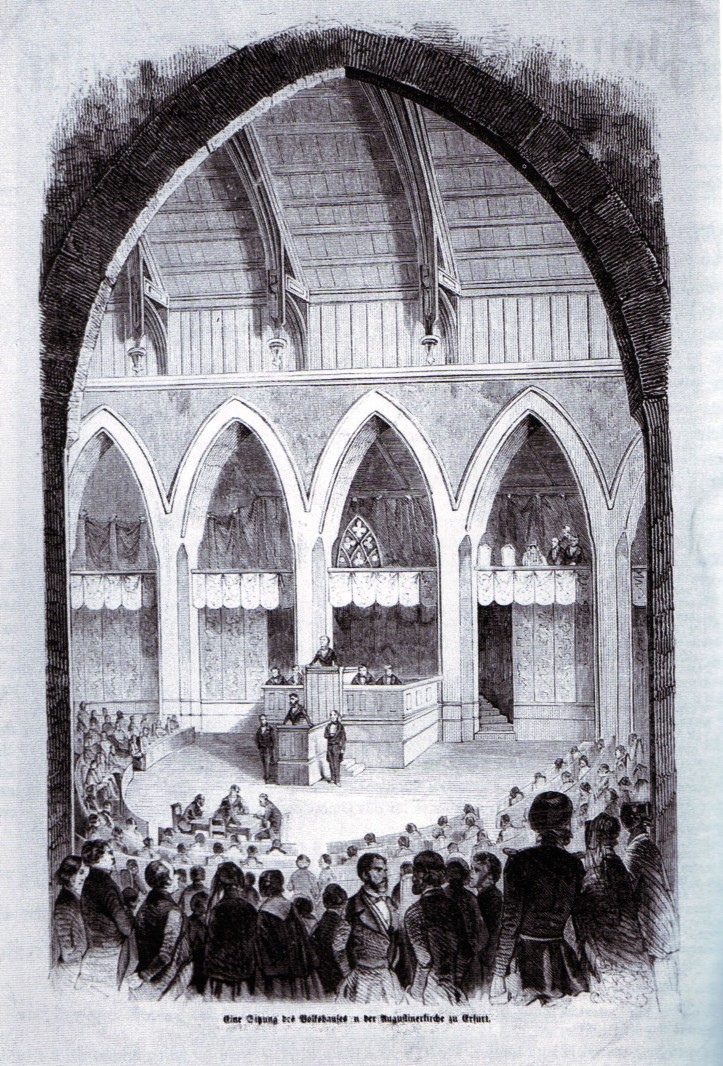
Union d'Erfurt à l'église Saint-Augustin

En Prusse, Camphausen vote le 5 décembre 1848 en faveur de la constitution prussienne, dite « constitution octroyée », à la différence des élus de gauche à l'assemblée nationale prussienne qui votent contre. En tant que membre de la première chambre, ancêtre de la chambre des seigneurs de Prusse, il participe en 1849 au comité central de révision de la constitution, qui est dissous début 1850. Par la suite, entre 1850 et 1851, il fait partie de l'opposition modérée libérale.
En 1850, il est élu à l'union d'Erfurt. Le projet de cette assemblée est de permettre la réalisation de la solution petite-allemande. Le général von Radowitz en est le grand architecte. Camphausen y est référent au sein du comité constitutionnel. Il parvient à convaincre le parlement de voter la constitution en bloc et non article par article. Le travail de l'assemblée est cependant vain, l'Autriche obtenant lors de la conférence d'Olmütz de la Prusse qu'elle abandonne ses projets. La constitution d'Erfurt n'entre jamais en vigueur.
Après s'être retiré de la fonction publique, Camphausen redevient associé de la banque  A. u. L. Camphausen. En 1868, il se retire également des affaires et se consacre à l'enseignement de la biologie en tant que professeur privé. Il est également passionné d'astronomie; il possède d'ailleurs un observatoire près de Bonn. Il y développe une nouvelle méthode pour localiser les objets spatiaux. Grâce à ses recherches, il obtient le titre de docteur de l'université de Bonn en 1860,.
Malgré tout, il reste, à un degré moindre, actif politiquement. En 1860, il est fait membre de la chambre des seigneurs de Prusse à vie. De 1867 à 1871, il est également membre du Reichstag de la confédération de l'Allemagne du Nord dans le groupe des anciens libéraux.

## Postérité
Les historiens ont souvent reproché aux libéraux modérés dont fait partie Camphausen de ne pas avoir choisi leur camp. Ils auraient souhaité renverser l'ancien régime sans vouloir s'appuyer sur les forces révolutionnaires, de peur d'une révolution rouge ou d'une nouvelle terreur. Wolfram Siemann écrit ainsi que les gouvernements de mars ont d'abord cherché à rétablir l'ordre et donc de faire table rase de la révolution. Le roi ne le soutenant pas honnêtement, ils se sont retrouvés sans soutien. 
Erich Angermann écrit ainsi que l'erreur décisive de Camphausen est d'avoir cru que le roi accepterait de collaborer avec des hommes politiques issus de la révolution.
Thomas Nipperdey rejette cette vision des choses en considérant qu'en politique il existe toujours un juste milieu et que les libéraux modérés ne pouvaient se résoudre à soutenir les démocrates, car ils poursuivaient des objectifs différents et avaient des stratégies différentes.
Une rue de Cologne porte actuellement son nom.

## Citations
1. ↑  « rheinische Dampfschleppschifffahrtsgesellschaft »
2. ↑  « Hebel für die Beförderung materieller Wohlfahrt. […] Der Fortschritt von gewöhnlichen Straßen zu Eisenbahnen ist so riesengroß,
 dass ein Land, welches sie besitzt, das Land welches sie nicht besitzt, als auf einer niedrigeren Kulturstufe mit Recht betrachten mag »
3. ↑  « den arbeitenden Klassen das Gefühl ihrer Rechte und der Gleichheit ihrer Stellung mit uns »
4. ↑  « Centralverein für das Wohl der arbeitenden Klassen »
5. ↑  « An der Spitze der liberalen Partei des Landtages von 1843 steht der durch Schärfe des Geistes, Besonnenheit und Klarheit gleich ausgezeichnete L. Camphausen aus Köln. »
6. ↑  « Bildung einer Repräsentation des Volkes im Sinne der königlichen Verordnung vom 22. Mai 1815. »
7. ↑  « muss notwendig einen Verfassungsstreit hervorrufen, und wären die zahlreichen angreifbaren Stellen nicht vorhanden, so müsste die Opposition deren aufsuchen. Die lebendigere Erkenntnis der Rechten und Pflichten im Staate und die bis zur Furchtlosigkeit und Hingebung gesteigerte Teilnahme für sie kann nur im Kampf gewonnen werden, den die Presse zu eröffnen hat. »
8. ↑  « was die Heidelberger, unter ihnen Hansemann, beschlossen, wäre nicht viel weniger als die deutsche Republik; ich will womöglich zur Vernunft reden und einstweilen die Hand drin haben. »
9. ↑  « Ministerium, nach seiner persönlichen Zusammensetzung geeignet, den Staat ohne lebensgefährliche Zuckungen über die Kluft, welche das alte System von dem neuen trennt, hinüber zu führen. »
10. ↑  « Ministerium des Übergangs, der Vermittlung »
11. ↑  « was die Gegenwart gebracht hat, sowie was von der Vergangenheit geblieben ist »
12. ↑  « dass es die „unerbittliche Gewalt des Augenblicks“ nicht zuließe, sich allzuweit „von den jetzt beliebten Verfassungsformen und Mustern erheblich abzuweichen. »
13. ↑  « in Anerkennung der Revolution zu Protokoll zu erklären, dass die Kämpfer des 18. und 19. März sich wohl ums Vaterland verdient gemacht hätten. »
14. ↑  « Wie ist es möglich, dass nach einer solchen Abstimmung das Ministerium noch glauben mag, regieren zu können. »
15. ↑  « War seitdem noch ein ehrliches Ministerium in Preußen? Ein so ehrliches gewiss nicht! »
16. ↑  « gebraucht und missbraucht »
17. ↑  « oktroyierte Verfassung »